# Tararua celeripes
Tararua celeripes là một loài nhện trong họ Agelenidae.
Loài này thuộc chi Tararua. Tararua celeripes được Arthur T. Urquhart. miêu tả năm 1891.